# Marian Smoluchowski

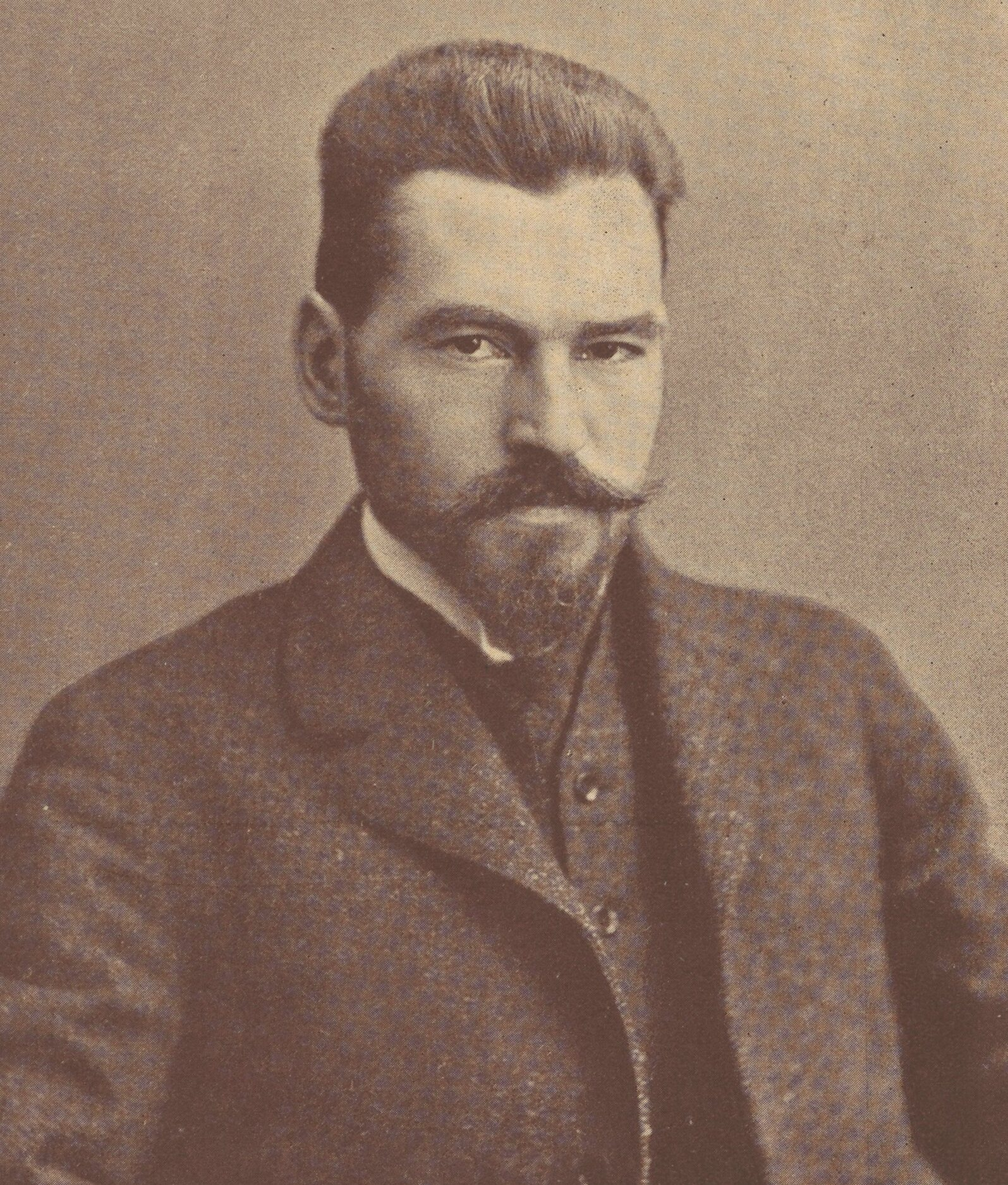
Marian Smoluchowski

Marian Smoluchowski, född 28 maj 1872 i Vorder-Brühl vid Wien, död 5 september 1917 i Kraków, var en österrikisk-polsk fysiker. 
Smoluchowski blev privatdocent 1898 i Wien och 1899 i Lemberg samt professor 1900 i teoretisk fysik i Lemberg och 1913 i experimentell fysik vid Jagellonska universitetet i Kraków, vars fysikaliska institut han förestod. 
Av stor betydelse är Smoluchowskis arbeten på molekylfysikens olika områden. Han bevisade teoretiskt och experimentellt existensen av ett temperatursprång mellan en fast och en angränsande gasformig kropp vid värmeströmning samt lämnade även i övrigt värdefulla bidrag till utvecklingen av den kinetiska gasteorin och dennas tillämpning på den Brownska rörelsen och andra molekylära företeelser hos kolloider och dispersa system i allmänhet. Andra områden för Smoluchowskis verksamhet är elasticitetsläran, hydrodynamiken, gasers termiska ledningsförmåga och opalescensfenomenen hos lösningen vid den kritiska punkten. 